# Камен
Камен (нем. Kamen) — город в Германии, в земле Северный Рейн-Вестфалия.
Подчинён административному округу Арнсберг. Входит в состав района Унна. Население составляет 46 323 человек (на  декабрь 2023 год). Занимает площадь 40,93 км². Официальный код — 05 9 78 020.
Город подразделяется на 6 городских районов.